# Жан III де Шалон-Арле
Жан III де Шалон-Арле (фр. Jean III de Chalon-Arlay; умер 2 сентября 1418, Париж) — сеньор де Витто и де Кюизо с 1366 года, сеньор д’Арле с 1388 года, принц Оранский с 1393 года, сеньор д’Аргёль с 1396 года.

## Биография
Сын Луи I де Шалон-Арле, сеньора де Витто, и Маргариты Вьеннской.
В 1386 году женился на Марии де Бо (ум. 1417), дочери и наследнице Раймонда V де Бо, принца Оранского, и Жанны Женевской.
В 1388 году после смерти своего бездетного дяди Гуго II де Шалон-Арле унаследовал сеньорию Арле, в 1393 году Оранское княжество, а в 1396 году, после гибели брата Генриха в битве при Никополе, сеньорию д’Аргёль.
После гибели великого камерария Франции Филиппа Неверского в битве при Азенкуре, был назначен бургиньонами на его место.
Умер от чумы.

## Семья
Дети:
- Луи II де Шалон-Арле (1390—1463)
- Жан де Шалон-Арле (ум. 1462), сеньор де Берше, сеньор де Витто. Жена: 1) (1424): Жанна де Латремуй (ум. 1454), дочь Ги де Латремуя, графа де Гин; 2) Мария д’Энгиен (ум. после 1461), дочь Энгельберта д’Энгиена, сеньора де Рамерю
- Гуго де Шалон-Арле (ум. 1426), сеньор де Кюизо
- Аликс де Шалон (ум. 1457), дама де Бюсси. Муж (1410): Гийом IV де Вьен, сеньор де Сен-Жорж (ум. 1456)
- Мария де Шалон (ум. 1465), дама де Серлье. Муж (1416): Иоганн, граф фон Фрейбург, граф де Невшатель (ум. 1457)